# Neostethus robertsi
Neostethus robertsi är en fiskart som beskrevs av Parenti, 1989. Neostethus robertsi ingår i släktet Neostethus och familjen Phallostethidae. Inga underarter finns listade i Catalogue of Life.